# Larinia tamatave
Larinia tamatave är en spindelart som först beskrevs av Manfred Grasshoff 1971.  Larinia tamatave ingår i släktet Larinia och familjen hjulspindlar.
Artens utbredningsområde är Madagaskar. Inga underarter finns listade i Catalogue of Life.